# Maroon Bells
Les Maroon Bells (littéralement les « Cloches Bordeaux ») sont une montagne avec deux pics appelés Maroon Peak et North Maroon Peak, distants de quelque cinq-cents mètres. Elle se situe à 20 kilomètres au sud de la ville d'Aspen, dans les monts Elk, à la frontière entre les comtés de Pitkin et de Gunnison, dans l'État du Colorado, aux États-Unis. Les deux sommets font partie des fourteeners, ceux atteignant plus de 14 000 pieds, soit 4 267 mètres d'altitude. Le Maroon Peak, au sud, culmine à 4 315 mètres (27e plus haut du Colorado) et le North Maroon Peak à 4 272 mètres (50e plus haut du Colorado), soit respectivement 14 156 et 14 014 pieds.
La vue des Maroon Bells depuis la vallée de Maroon Creek (« ruisseau Bordeaux »), est l'une des plus célèbres du Colorado, et est réputée pour être la zone montagneuse la plus photographiée du Colorado.
Un panneau du Service des forêts des États-Unis nomme ces montagnes « The Deadly Bells » (« les Cloches Mortelles »), et avertit les éventuels grimpeurs contre les rochers « instables, cassants, et susceptibles de dégringoler » qui peuvent « tuer sans prévenir ». Contrairement aux autres montagnes des Rocheuses, qui sont composées de granite et de calcaire, les Maroon Bells sont faites de mudstone, une roche métamorphique sédimentaire, provenant de boue et d'argile qui se sont transformées en pierre sur des millions d'années. La mudstone est fragile et se fracture facilement, rendant dangereux la plupart des itinéraires, à cause des roches à la limite de l'équilibre. Ce type de pierre est responsable de cette couleur bordeaux spécifique. Les Bells furent qualifiées de « mortelles » en 1965, année où huit personnes y moururent dans cinq différents accidents.

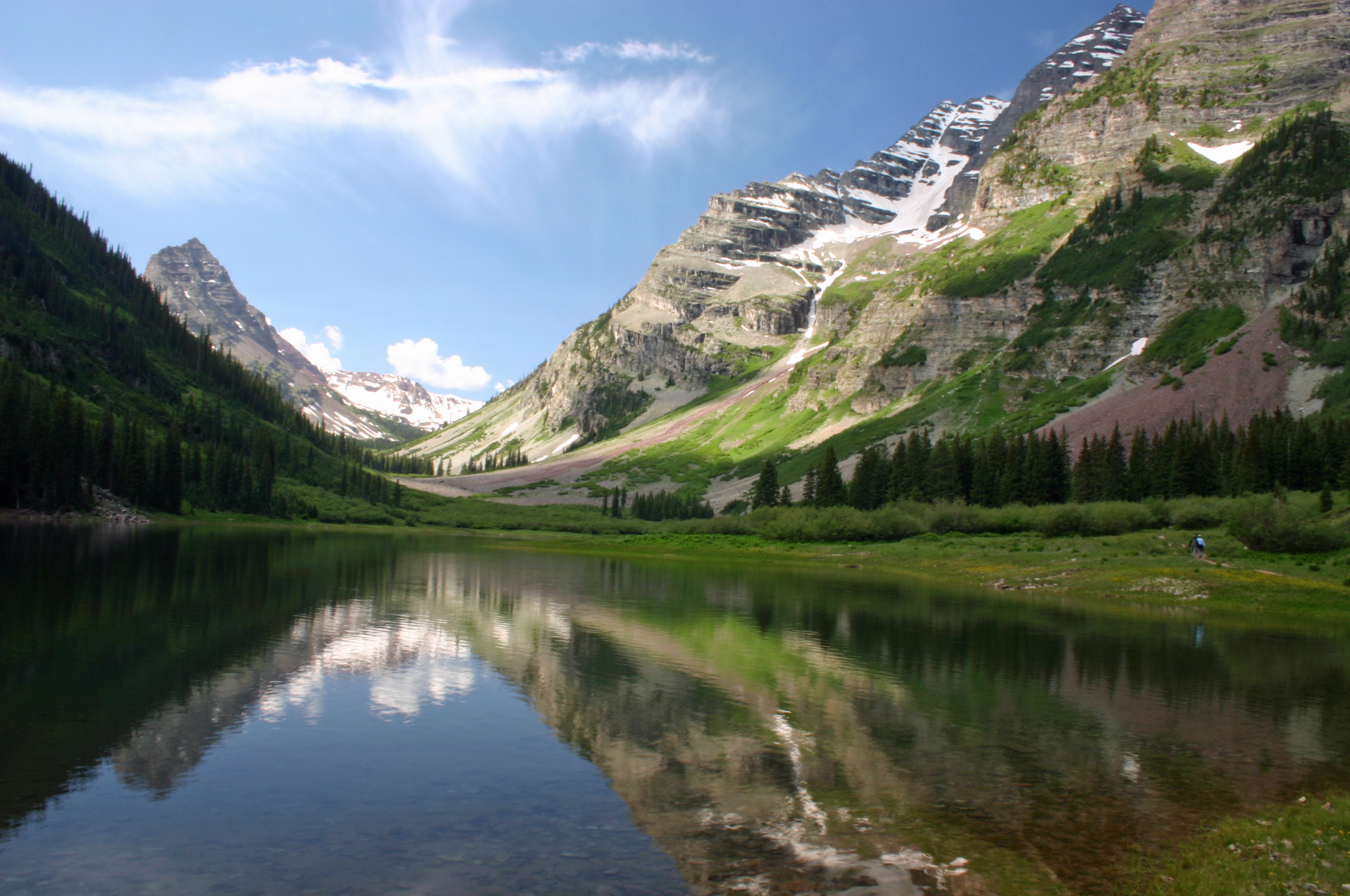
Maroon Bells, juillet 2004
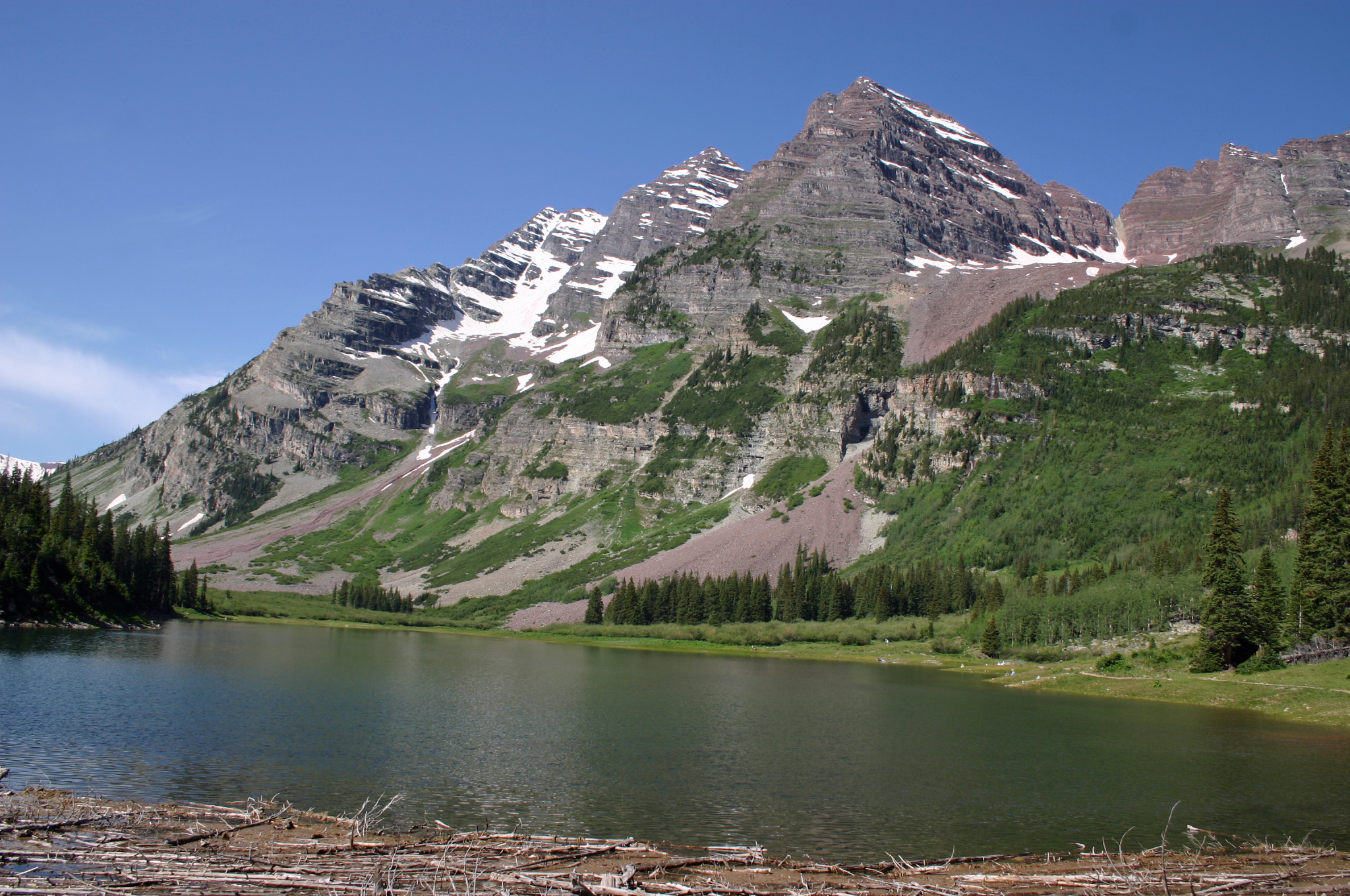
Maroon Bells, juillet 2004
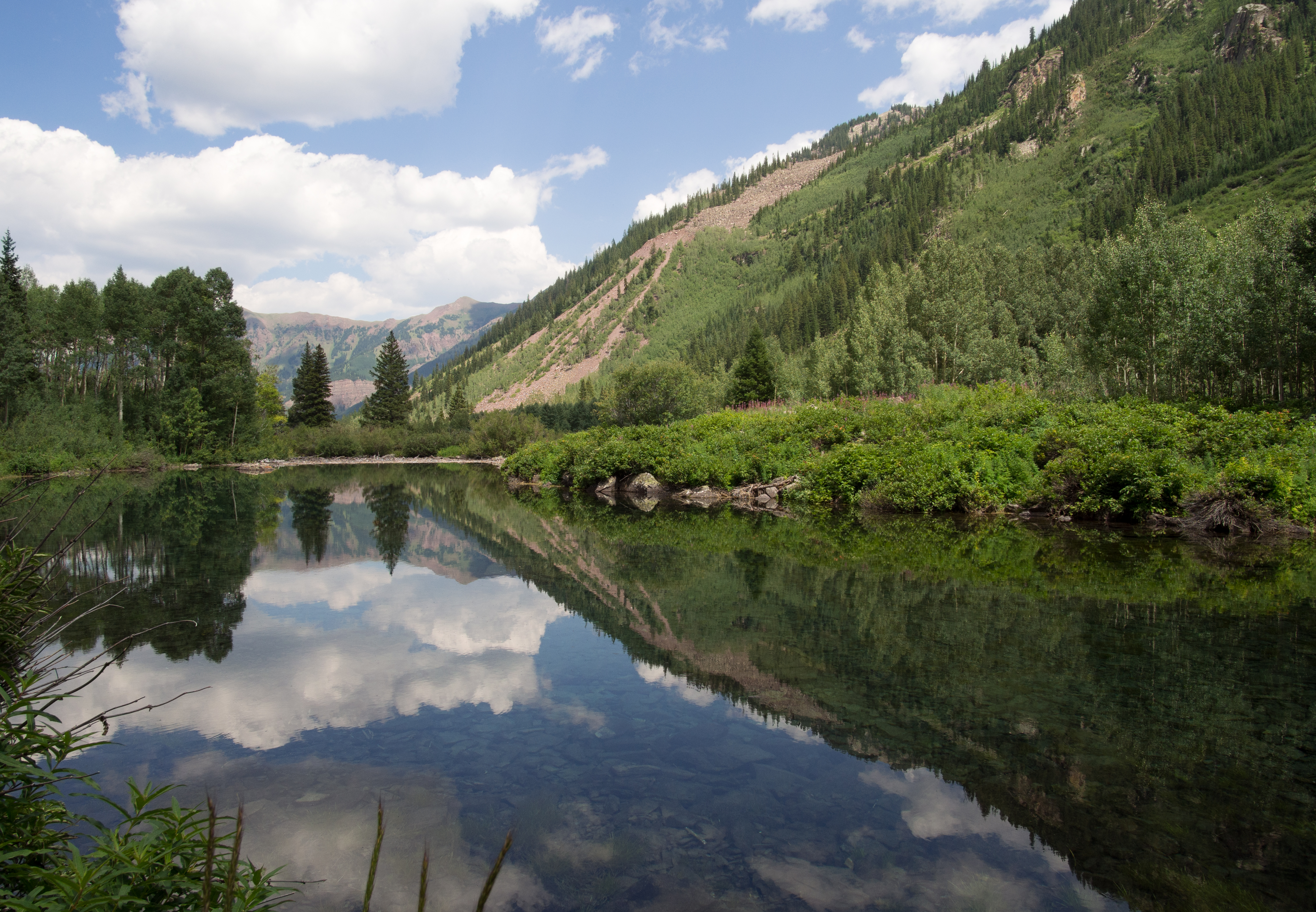
Paysage près des Maroon Bells, août 2017
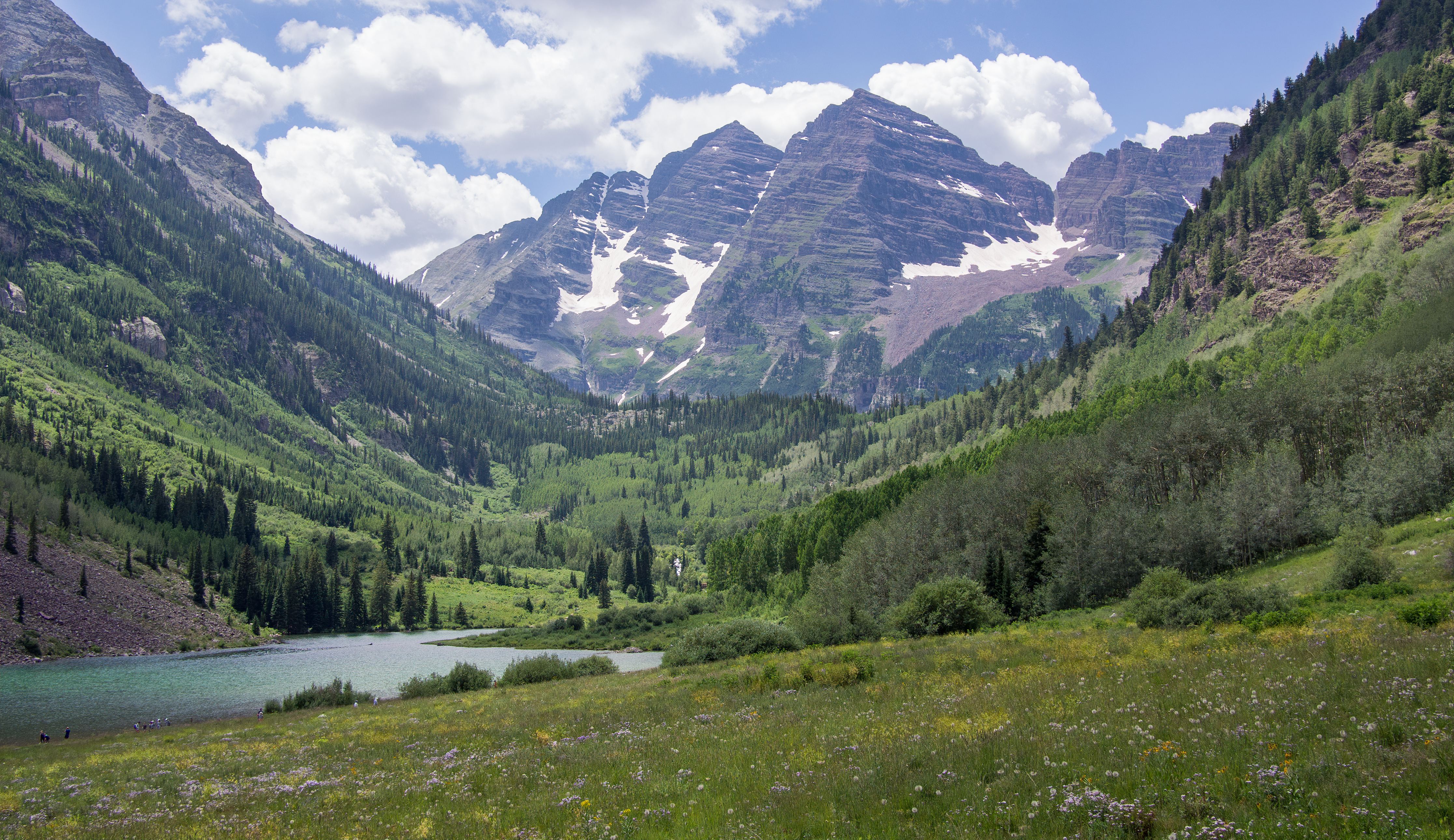
Maroon Bells, août 2017

Le Maroon Lake (« lac Bordeaux ») à 2 920 mètres d'altitude, est l'un des paysages les plus mémorables des montagnes Rocheuses. Il occupe une cuvette creusée par des glaciers au cours d'une glaciation, et plus tard fermée par un barrage constitué lors de glissements de terrain et chutes de pierres depuis les pentes en amont.